# Chiasmocleis royi
Chiasmocleis royi es una especie de anfibio anuro de la familia Microhylidae.

## Distribución geográfica
Esta especie habita:
- en el este y sur del Perú;
- en el norte de Bolivia;
- en el oeste de Brasil.[5]

## Descripción
Las 24 muestras masculinas observadas en la descripción original miden de 18.8 mm a 23.1 mm y las 16 muestras femeninas observadas en la descripción original miden de 20.7 mm a 27.6 mm.

## Relación con tarántulas
A veces, esta rana comparte madriguera con tarántulas del género Pamphobeteus. Los científicos han visto múltiples ranas y arañas, tanto adultas como jóvenes, saliendo de la misma madriguera para buscar comida. Generalmente, las ranas se alejan más de la madriguera que las arañas. No comparten actividades durante la noche.
Científicos han visto tarántulas jóvenes atrapar y recoger pequeñas ranas en exactamente la misma manera que sus presas. Sin embargo, en lugar de morder, tocan la rana con la boca y luego la vuelven a poner ilesa. Se cree que los químicos en la piel de la rana le saben mal a la tarántula.
Científicos no están seguros de si se trata de un caso de comensalismo o de mutualismo. La rana se beneficia de la relación porque puede esconderse de la luz del sol en una madriguera segura. Sin embargo, no está claro si la tarántula se beneficia. Se han visto larvas de moscas parásitas en crías de este tipo de tarántula, y es posible que las ranas maten a las moscas que se aventuran en la madriguera.

## Etimología
Esta especie lleva el nombre en honor a Roy Wallace McDiarmid.

## Publicación original
- Peloso, Sturaro, Forlani, Gaucher, Motta & Wheeler, 2014 : Phylogeny, taxonomic revision, and character evolution of the genera Chiasmocleis and Syncope (Anura, Microhylidae) in Amazonia, with descriptions of three new species. Bulletin of the American Museum of Natural History, n.º 136, p. 1–96[7]